# ヤン＝エリック・アントンソン
ヤン＝エリック・アントンソン（スウェーデン語: Jan-Eric Antonsson、1961年9月9日 - ）は、スウェーデンの男子バドミントン選手。混合ダブルス元世界ランク1位。

## 経歴
主に混合ダブルスでマリア・ベングソンとペアを組む。
1995年の世界選手権では、アストリッド・クラボとのペアで出場し、準決勝で世界ランク1位のトーマス・ルンド / マリーヌ・トムセンに15-12, 14-17, 9-15とあと一歩届かず惜敗し、銅メダル獲得となった。